# Фюрер
Фю́рер (нем. Führer — «вождь», официально Фю́рер и Ка́нцлер Герма́нского Ре́йха, нем. Der Führer und Kanzler des Deutschen Reiches) — должность главы государства, Верховного главнокомандующего Вооружёнными силами и председателя Национал-социалистической немецкой рабочей партии (НСДАП) в нацистской Германии. Должность ассоциируется непосредственно с Адольфом Гитлером. Также составная часть званий и должностей в СА, СС и некоторых других нацистских организациях (штурмбаннфюрер, группенфюрер, бетрибсфюрер и др.).
«Принцип фюрерства» был провозглашён в качестве основы партийного, государственного и общественного устройства. Одним из самых известных лозунгов был «Один народ, один рейх, один фюрер» (нем. Ein Volk, ein Reich, ein Führer).

## История (Германия, 1934-1945)

### В политике
Менее чем через месяц после назначения Гитлера рейхсканцлером — 27 февраля 1933 года произошёл пожар в Рейхстаге. На следующий день рейхспрезидент Пауль фон Гинденбург подписал «Указ о защите народа и государства», под предлогом предполагаемого коммунистического восстания. Этот указ приостановил действие большинства гражданских прав и свобод, гарантируемых Веймарской конституцией. Месяц спустя был принят акт, позволявший кабинету министров издавать законы декретом в течение четырёх лет. На практике такие указы издавал сам Гитлер. Это стало следствием наделения Гитлера диктаторскими полномочиями.
1 августа 1934 года, за день до смерти Гинденбурга, Гитлер издал «Закон о высшей государственной должности рейха», который предусматривал объединение должности рейхспрезидента и рейхсканцлера, что и произошло позднее. Объединённый пост стал называться «Фюрер и рейхсканцлер» (нем. Der Führer und Reichskanzler). Министр рейхсвера фон Бломберг по собственной инициативе объявил, что солдаты вермахта присягнут новому верховному главнокомандующему. 19 августа был проведён референдум, на котором объединение должностей получило одобрение 89,9 % электората. Тем не менее результат голосования разочаровал национал-социалистическое руководство, так как в его глазах он оказался недостаточно впечатляющим.
В 1934—1935 годах в здании Рейхсканцелярии была проведена реконструкция, созданы новые жилые и служебные помещения для Адольфа Гитлера. Во время штурма Берлина в 1945 году Фюрербункер служил последней штаб-квартирой фюрера.
Должность была переименована 28 июля 1942 года в «Фюрер Великогерманского рейха» (нем. Führer des Großdeutschen Reiches). Подобное наименование было и в политическом завещании, в котором на пост рейхспрезидента был назначен Карл Дёниц, а рейхсканцлера — Йозеф Геббельс.

### В военном деле
Согласно конституции Веймарской республики, рейхспрезидент являлся Верховным главнокомандующим Вооружёнными силами. В дополнение к этому, Гитлер воссоздал должность Главнокомандующего (нем. Oberbefehlshaber), когда в 1935 году была вновь введена воинская повинность.
Фельдмаршал Вернер фон Бломберг стал Главнокомандующим Вооружёнными силами, в то время как Гитлер оставался Верховным главнокомандующим. После дела Бломберга — Фрича в 1938 году Гитлер также занял пост Главнокомандующего и принял личное командование вооружёнными силами. Использовалось сочетание «Фюрер и Верховный главнокомандующий Вермахта» (нем. Führer und Oberster Befehlshaber der Wehrmacht), но с января 1939 года Гитлер именовался просто «фюрером».

## Использование вне Германии
Помимо Гитлера, «фюрерами» титуловались Федеральные канцлеры Федеративного государства Австрия.

## Современное использование
В послевоенной лексике СССР и стран соцлагеря слово «фюрер» имело устойчиво-негативную коннотацию и употреблялось исключительно как пренебрежительное обозначение Адольфа Гитлера.
В Германии после Второй мировой войны слово Führer отнесено к разряду «отягощённых слов», употребления которых, в связи с политическим прошлым, желательно избегать. Вместе с тем в немецком языке фрагмент führer может не использоваться самостоятельно, а являться составной частью ряда слов с общим оттенком значения «лидер», «руководитель», «начальник», «водитель», «рулевой». Например: Lokführer (машинист), Kranführer (крановщик), Spielführer (капитан команды), Führerschein (водительское удостоверение), Stadtführer (путеводитель, гид, экскурсовод). Женская форма отличается от мужской добавлением -in, допустим Stadtführerin (экскурсовод-женщина). В таком случае наличие нейтральной компоненты в слове смягчает восприятие. Использование в отношении начальников слова Führer без дополнительных частей или с префиксами типа Ober-, Gruppen- из лексикона СА или СС (скажем, Gruppenführer для руководителя научной группы) считается неуместным и может быть воспринято как провокационная шутка. В подобной ситуации употребляется не Führer, а нем. Leiter или английское заимствование англ. Chef. 
В переводе Elberfelder, изданном в 1871 году, а также в «переводе Нового мира» (официальном переводе, издаваемом свидетелями Иеговы) — Евангелия от Матфея на немецкий язык слово «Führer» используется в качестве одного из титулов Иисуса Христа (соответствует др.-греч. καθηγητὴς, русскому «Вождь» или «Наставник»; Мф. 23:10). В русской литературе слово впервые встречается в «Былом и думах» А. И. Герцена для иронического обозначения немецких интеллектуалов, претендовавших быть лидерами народа во время революции 1848 года: «народ не шёл за этими бледными фюрерами, они ему так и остались посторонними».
Использование термина для обозначения лидера политической партии сегодня встречается редко, и более распространенным термином является Vorsitzender (председатель).